# Chiesa della Trinità di Gergeti
La chiesa della Trinità di Gergeti (in georgiano წმინდა სამების საკათედრო ტაძარი?) è una chiesa ortodossa della municipalità di Kazbegi, in Georgia. Si trova nei pressi del villaggio di Gergeti, sulla riva destra del fiume Chkheri (affluente del Terek), ad un'altitudine di 2.170 metri, sotto il Monte Kazbek.

## Storia
La chiesa della Trinità, nota anche come Tsminda Sameba, fu costruita nel XIV secolo ed è l'unica chiesa con struttura a croce inscritta nell'area di Khevi. La sua posizione isolata, sulla cima di una ripida montagna, circondata dalla vastità del paesaggio naturale ha reso la chiesa un autentico simbolo della Georgia. Il campanile che affianca la chiesa risale allo stesso periodo della stessa. Lo storico, geografo e cartografo del XVIII secolo Vakhushti Bagration scrisse che, nei momenti di pericolo, le preziose reliquie custodite a Mtskheta venivano portate nella chiesa di Gergeti, al fine di essere messe al sicuro. Nel 1795, in seguito all'ennesima invasione persiana, anche la più importante delle reliquie georgiane, la Croce di Santa Nino, fu portata qui.
Durante il periodo sovietico la chiesa fu chiusa al culto, ma rimase comunque una popolare destinazione turistica. Dopo il crollo del regime comunista fu restituita alla Chiesa apostolica autocefala ortodossa georgiana. L'edificio è un punto di passaggio importante per gli appassionati di trekking della zona.

## Galleria d'immagini

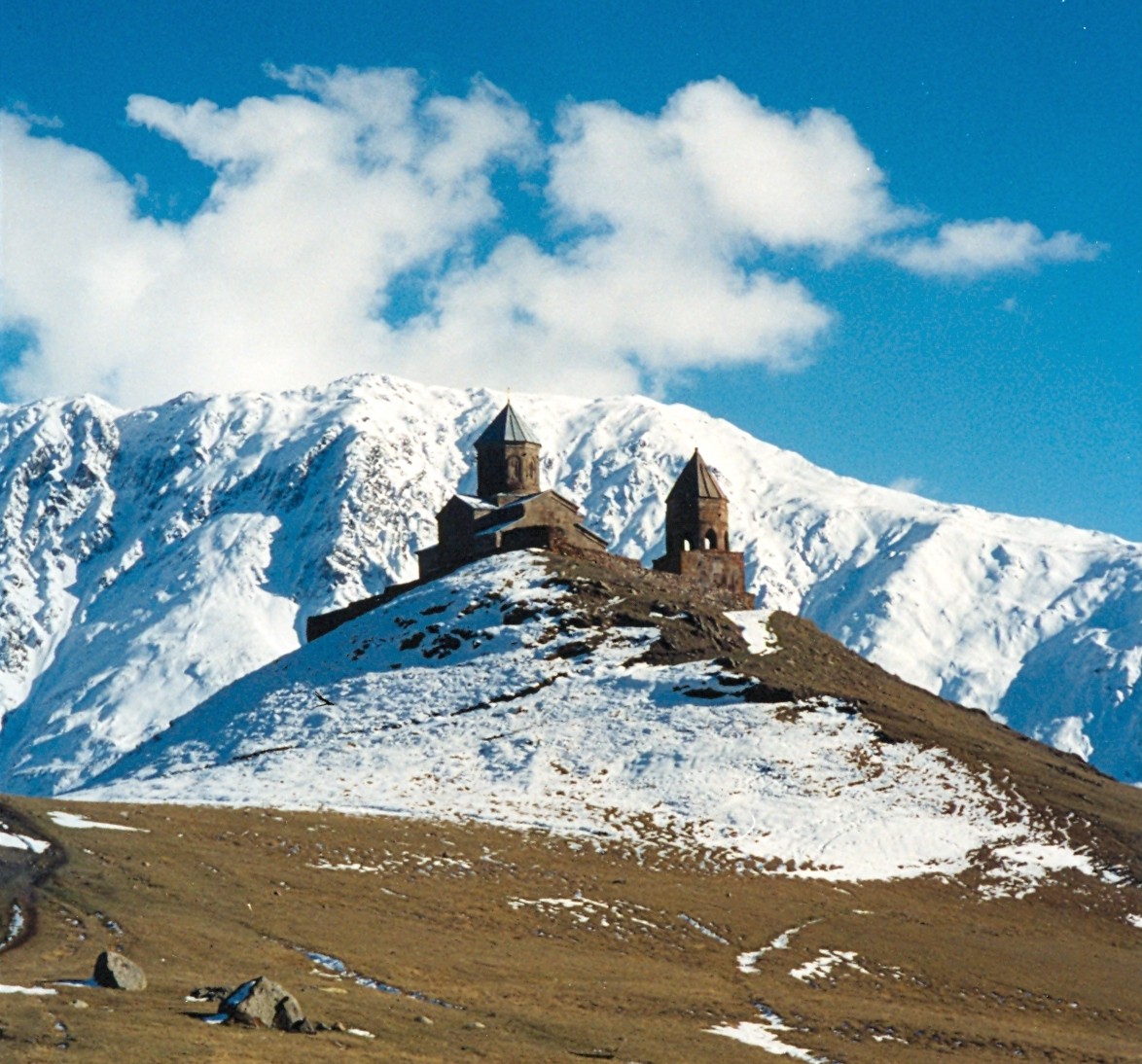
Veduta della chiesa tra la neve
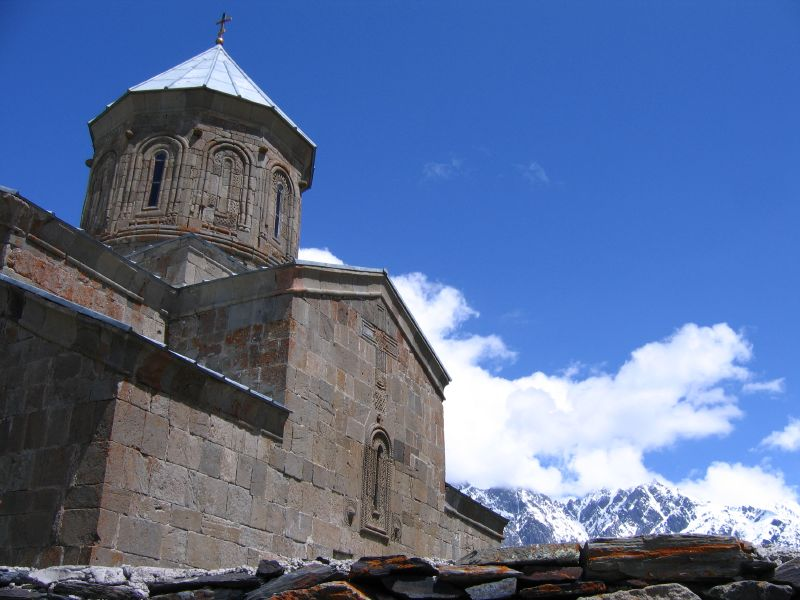
Veduta ravvicinata
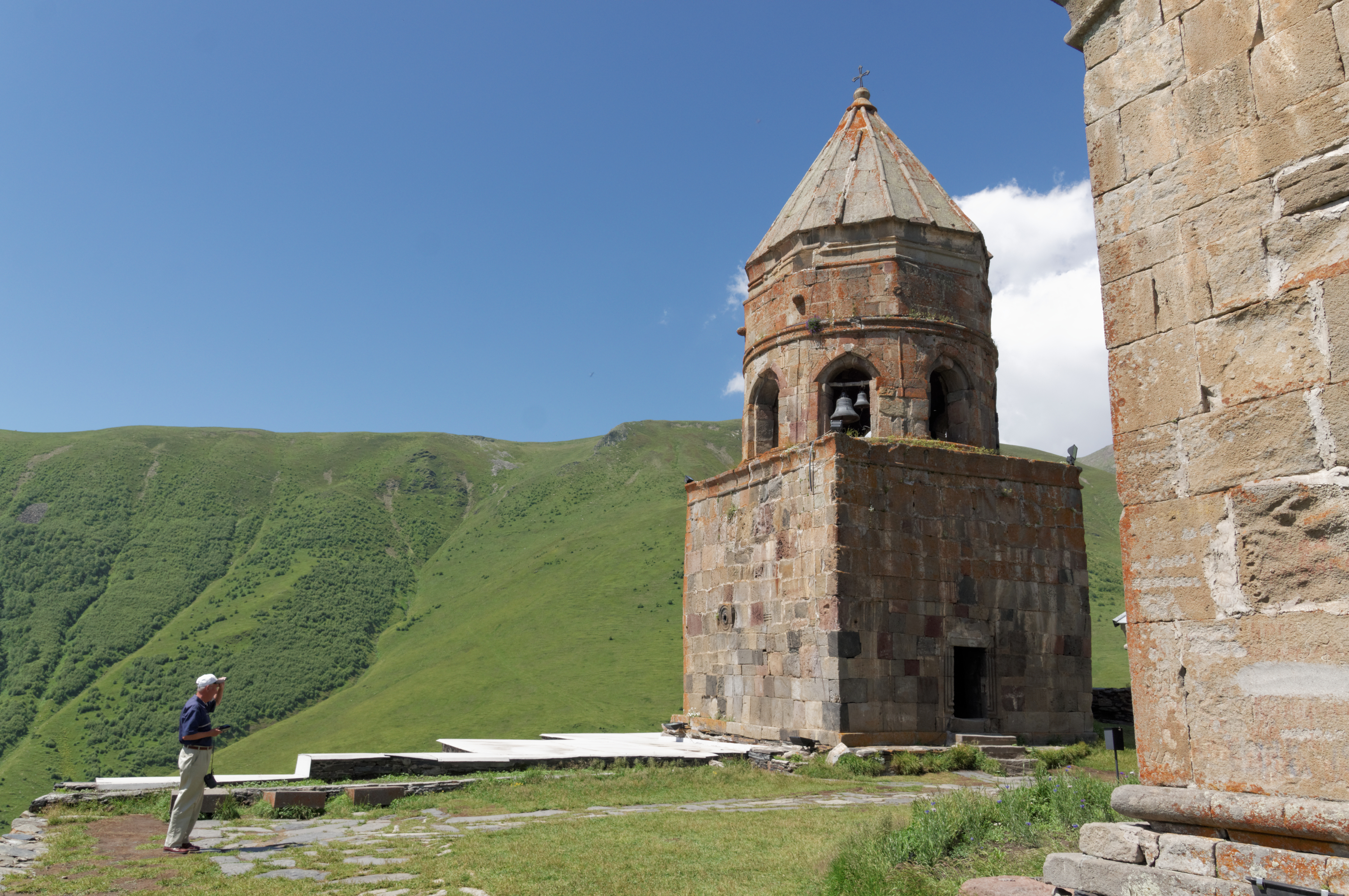
Il campanile
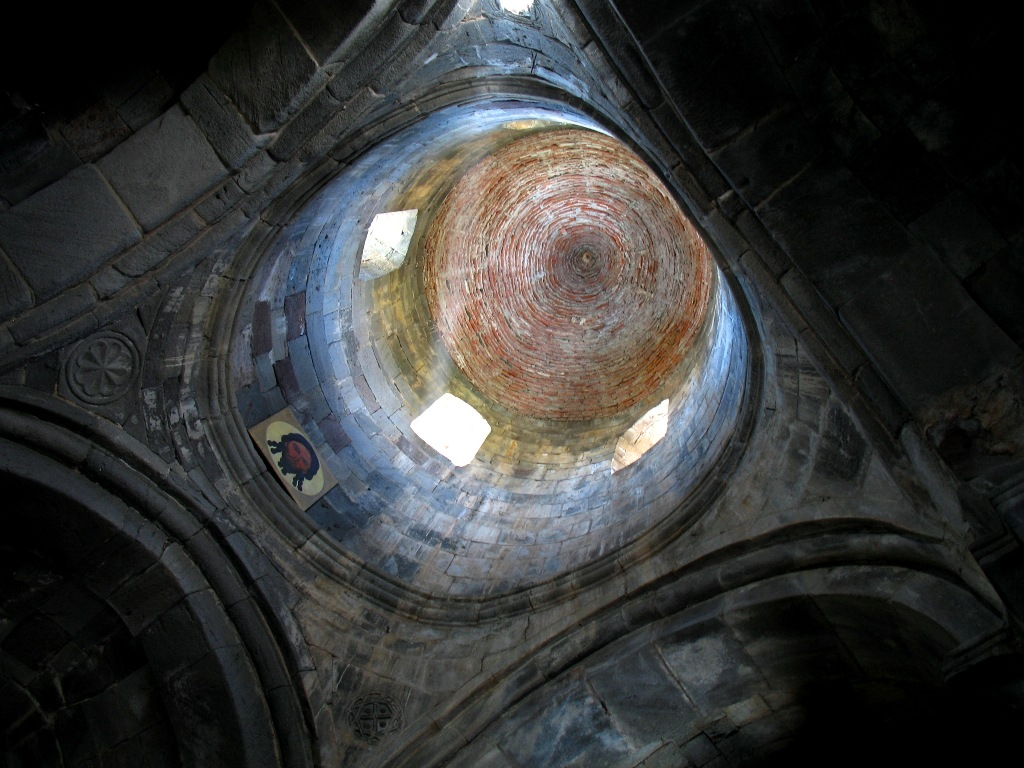
La cupola dall'interno